# Angauri csata
Az angauri csata egy ütközet volt a második világháborúban az amerikai és a japán csapatok között a csendes-óceáni hadszíntéren, 1944. szeptember 20. és 24. között.

## Előzmények
A Gilbert- és a Marshall-szigetek elfoglalása után az amerikai hadvezetés következő célpontja a Mariana-szigetcsoport lett, amelyekről a repülőgépek már elérték Japánt. Az Operation Forager (magyarul: Abrak hadművelet) 1944. június 15-én indult Saipan inváziójával, majd július 21-én Guam, 24-én pedig Tinian következett. A harcok a vártnál jóval hevesebbek voltak, az amerikaiak vesztesége 27 ezer ember volt. Emiatt augusztus elejéig elhúzódott a Mariana-szigetek biztosítása. Szeptember elején az amerikai haderő Palau elfoglalására összpontosított, az akció az Operation Stalemate (magyarul: Patthelyzet hadművelet) nevet kapta. Később az eredeti tervhez képest eltolták a támadás időpontját, a kódnevet Operation Stalemate II-re változtatták.
A haditerv értelmében a harmadik kétéltű hadtest, amely az első tengerészgyalogos- és a 81. gyalogoshadosztályból állt, kapta feladatul Angaur és Peleliu elfoglalását. A második felvonásban, október 8-án a 7. és a 96. gyalogoshadosztály megtámadja a Yap-atollt és Ulithit. A harmadik kétéltű hadtestet két csoportra osztották: a nyugati támadó erő (Western Attack Force) Peleliu és Angaur ellen indul George H. Fort ellentengernagy vezetésével, míg a keleti Yapot és  Ulithit támadja Theodore S. Wilkinson tengernagy parancsnoksága alatt. Az előbbi csoportot szintén két részre bontották, az egyik, a Peleliu támadócsoport közvetlenül Fort irányítása alá került, a másikat, amelyik Angaur ellen indult, H. P. Blandly ellentengernagy vezette.
Az „úszó tartalék”, amely a szállítóhajókon várta a parancsot, a 77. gyalogoshadosztály volt, az ötödik tengerészgyalogos-hadosztály pedig Hawaiin állomásozott, készen az indulásra.

## A sziget
Angaur a Palau-szigetcsoport egyik kicsi szigete. Nagyjából 3,6 kilométer hosszú, területe 810 hektár. Általában lapos, nem számítva néhány, 60 métert is elérő, a foszfátbányászat „melléktermékeként” kialakult korallgerincet a sziget északnyugati csücskén. A bányászatot még a német gyarmatosítók kezdték a 20. század elején. Két ingoványos terület is volt a szigeten. A délkeleti természetes eredetű volt, a sziget közepén található szintén a bányászat eredményeként jött létre. A bányától keskeny nyomtávú vasútvonal vezetett a partra, ahol a foszfátot hajókra pakolták. Repülőtér nem volt a szigeten. A japán erő 1944 őszén egy zászlóaljnyi katonából, 1600 emberből állt.

## Az invázió

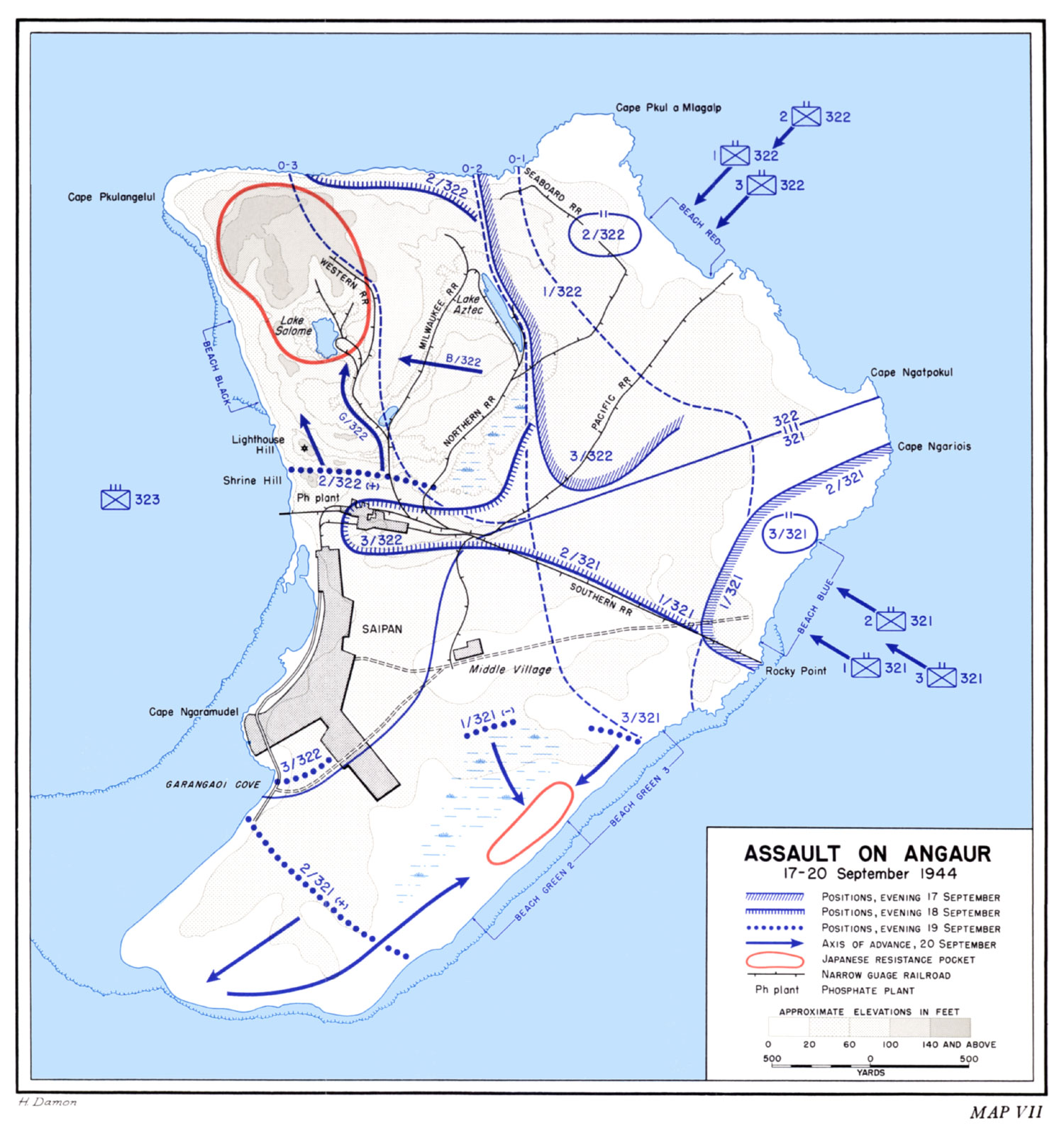
Az invázió térképe

Angaur védelmét Goto Usio őrnagy irányította. A japánok a szigetet négy védelmi zónára, valamint egy kisebb középső, a tartaléknak helyet adó területre osztották. A japánok úgy számoltak, hogy az amerikaiak a sziget délkeleti tengerpartján szállnak partra, így itt építették ki a legerősebb védelmet. Mivel az amerikai légi felderítés észlelte a védelmi munkálatokat, az amerikaiak a sziget nyugati és keleti részén jelölték ki a Vörös és Kék partot mint a partraszállás helyszínét.
A partraszállás megkezdése előtt amerikai hadihajók és zuhanóbombázók támadták a szigetet. A part elérése nem okozott nehézséget a kétéltű járműveknek, mert az ellenállás csekély volt, a legnagyobb problémát a part mögötti sűrű őserdő jelentette, amelyben nehéz volt megtalálni az álcázott géppuskafészkeket és orvlövészeket. A japánok több jól tervezett ellentámadást vezettek az első éjszakán, aminek következtében az amerikaiaknak fel kellett adniuk néhány állásukat. Másnap a két partszakasz támadói találkoztak, és a sziget közepe felé nyomták a japán csapatokat. Délután az amerikaiak elérték Saipan falut, a sziget fővárosát, a foszfátbányászat központját. Szeptember 19-én folytatódott az előrenyomulás, és másnapra, két kisebb ellenállási gócot nem számítva, a sziget amerikai kézre került. A japánok a korallgerinceken, a Romauldo-hegyen ásták be magukat, őket csak később sikerült teljesen kifüstölni. Az amerikaiak közül 237 meghalt, 907 megsebesült. A japánok nagyjából 1500 embert vesztettek, 59 fogságba került.
Már szeptember 20-án megkezdődött a repülőtér építése a szigeten. Az első repülőgép október 15-én szállt le Angauron. A repülőtér két 1830 méter hosszú kifutópályából állt. Az amerikai Liberatorok 1944. október 21-én indultak első bevetésükre a szigetről.